# Vojin Serafimović
Vojin Serafimović (in serbo Војин Серафимовић?; Belgrado, 14 ottobre 2005) è un calciatore serbo, difensore del Čukarički.

## Carriera

### Club
È cresciuto nel settore giovanile del Čukarički, con cui ha firmato il primo contratto professionistico nel 2021. Ha debuttato in prima squadra il 19 ottobre 2022 nell'incontro di Kup Srbije vinto 2-0 contro lo Zlatibor Čajetina. Nel 2024 è entrato in pianta stabile in prima squadra ed il 30 agosto ha segnato il suo primo gol nella partita di Superliga vinta 3-0 contro il Tekstilac Odžaci.

### Nazionale
Ha giocato con le nazionali giovanili serbe Under-15, Under-16, Under-17, Under-18 ed Under-19.

## Statistiche

### Presenze e reti nei club
Statistiche aggiornate al 23 novembre 2024.
| Stagione        | Squadra         | Campionato      | Campionato | Campionato | Coppe nazionali | Coppe nazionali | Coppe nazionali | Coppe continentali | Coppe continentali | Coppe continentali | Altre coppe | Altre coppe | Altre coppe | Totale | Totale | Totale |
| Stagione        | Squadra         | Comp            | Pres       | Reti       | Comp            | Pres            | Reti            | Comp               | Pres               | Reti               | Comp        | Pres        | Reti        | Pres   | Reti   |        |
| --------------- | --------------- | --------------- | ---------- | ---------- | --------------- | --------------- | --------------- | ------------------ | ------------------ | ------------------ | ----------- | ----------- | ----------- | ------ | ------ | ------ |
| 2022-2023       | Čukarički       | SL              | 5          | 0          | CS              | 2               | 0               | -                  | -                  | -                  | -           | -           | -           | 7      | 0      |        |
| 2023-2024       | Čukarički       | SL              | 6          | 0          | CS              | 0               | 0               | UEL+UECL           | 1+1                | 0                  | -           | -           | -           | 8      | 0      |        |
| 2024-2025       | Čukarički       | SL              | 15         | 1          | CS              | 0               | 0               | -                  | -                  | -                  | -           | -           | -           | 15     | 1      |        |
| Totale carriera | Totale carriera | Totale carriera | 26         | 1          |                 | 2               | 0               |                    | 2                  | 0                  |             | -           | -           | 30     | 1      |        |